# Кропивницька телевежа
Кропивницька телевежа — телекомунікаційна вежа заввишки 180 м, споруджена у 1965 році у Кропивницькому.

## Характеристика

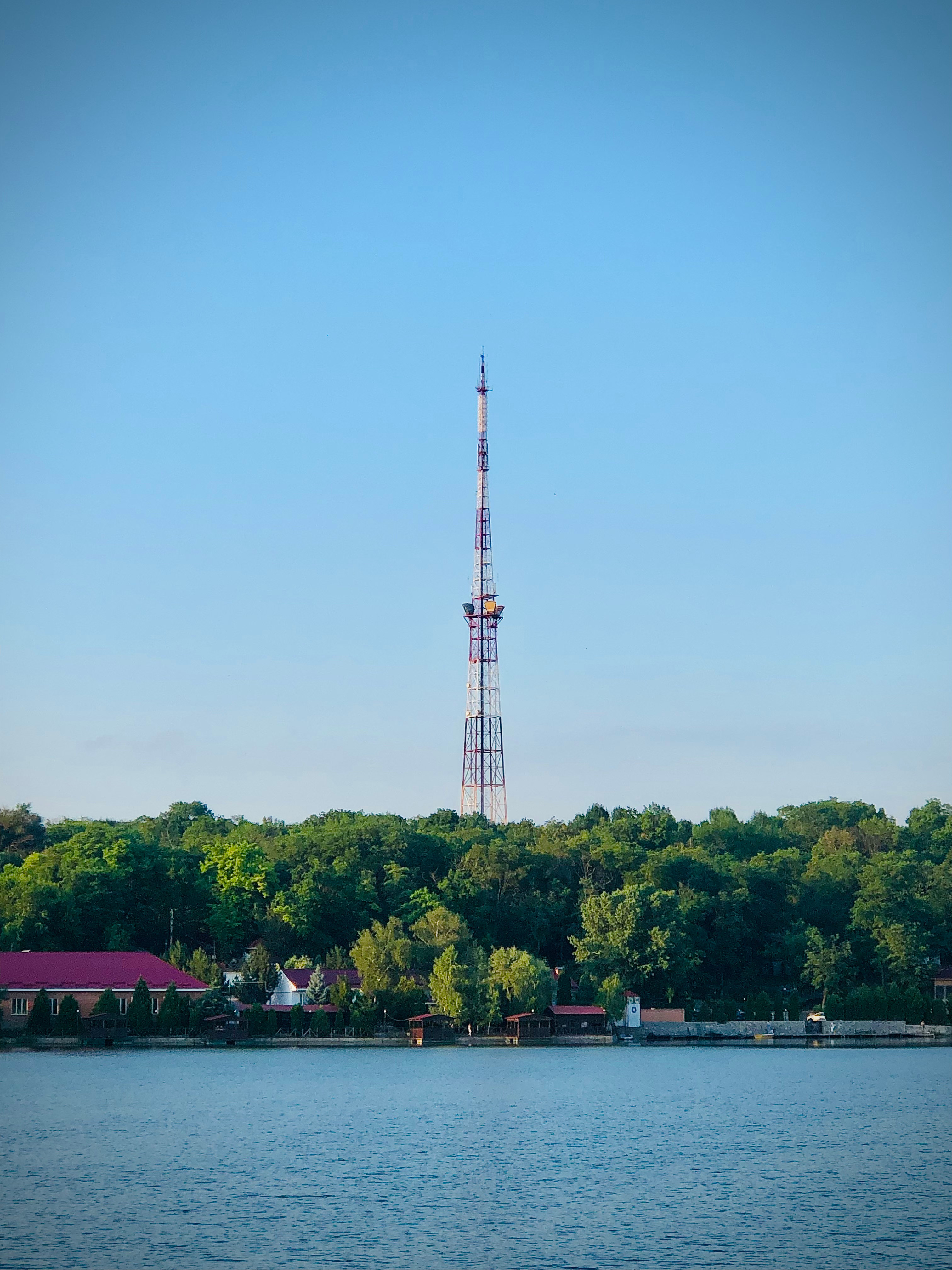

Висота вежі становить 180 м. Висота над рівнем моря — 136 м. Радіус потужності покриття радіосигналом становить 65 км. Прорахунок для DVB-T2 — 160 м.

## Радіомовлення
- 91.2 — Українське радіо / Українське радіо. Кропивницький
- 106.7 — Radio Shanson
- 107.2 — Люкс FM

## Телебачення

### Цифрове мовлення
- 8. 7-й мультиплекс
- 22. 3-й мультиплекс
- 47. 5-й мультиплекс
- 49. 1-й мультиплекс
- 53. 2-й мультиплекс